# Bossiaea arenicola
Bossiaea arenicola är en ärtväxtart som beskrevs av James Henderson Ross. Bossiaea arenicola ingår i släktet Bossiaea och familjen ärtväxter. Inga underarter finns listade i Catalogue of Life.